# Rhaphium steyskali
Rhaphium steyskali är en tvåvingeart som beskrevs av Robinson 1967. Rhaphium steyskali ingår i släktet Rhaphium och familjen styltflugor.
Artens utbredningsområde är Florida. Inga underarter finns listade i Catalogue of Life.